# Dicasterio para los Textos Legislativos
El Dicasterio para los Textos Legislativos es un dicasterio de la curia romana. Promueve y difunde en la Iglesia el conocimiento y la recepción del derecho canónico de la Iglesia latina y de las Iglesias orientales y ofrece asistencia para su correcta aplicación. A este dicasterio le corresponde formular la interpretación auténtica de las leyes de la Iglesia.
Antes de la reforma de la curia romana llevada a cabo en 2022 por el papa Francisco con la constitución apostólica Praedicate evangelium, recibía el nombre de Pontificio Consejo para los Textos Legislativos.
El actual Prefecto de este Dicasterio es el arzobispo Filippo Iannone, el actual Secretario es monseñor Juan Ignacio Arrieta Ochoa de Chinchetru, y el actual subsecretario es José Gonçalves de Almeida.

## Historia y ámbito de competencia
La Comisión Pontificia para la Interpretación Auténtica del Código de Derecho Canónico que el Papa Benedicto XV estableció el 5 de septiembre de 1917 continuó en existencia hasta su sustitución, el 18 de marzo de 1963 por Juan XXIII, en la Comisión para la Revisión del Código de Derecho Canónico, una revisión pedida por el Concilio Vaticano II. El Papa Pablo VI estableció el 11 de julio de 1967, la Comisión Pontificia para la Interpretación de los Decretos del Concilio Vaticano II y, dos años más tarde, amplió su mandato a la interpretación también de los documentos emitidos por la Santa Sede para poner en práctica los decretos.
El 2 de enero de 1984, el Papa Juan Pablo II creó la Comisión Pontificia para la Interpretación Auténtica del Código de Derecho Canónico, con competencia sobre el nuevo Código de Derecho Canónico, promulgado el año anterior, y las leyes universales para el rito latino. Esta Comisión sustituye a los cuerpos creados por Juan XXIII y Pablo VI. El 28 de junio de 1988, se le dio su nombre actual.
El 18 de octubre de 1990, se amplió su competencia para interpretar el Código de los cánones de las Iglesias orientales y las leyes compartidas en común con las Iglesias católicas orientales.
El 19 de marzo de 2022, el papa Francisco publica la constitución apostólica Praedicate Evangelium por la que el Pontificio Consejo se convierte en Dicasterio.

## Presidentes del Pontificio Consejo y sus predecesores
- Pietro Gasparri (18 de octubre de 1917 - 7 de febrero de 1930)
- Giulio Serafini (30 de junio de 1930 - 16 de julio de 1938)
- Luigi Sincero (12 de diciembre de 1934 - 7 de febrero de 1936)
- Massimo Massimi (14 de marzo de 1939 - 29 de mayo de 1946)
- Pietro Ciriaci (31 de mayo de 1955 - 30 de diciembre de 1966)
- Pericle Felici (1967 - 22 de marzo de 1982)
- Rosalio José Castillo Lara, S.D.B. (18 de enero de 1984 - 6 de diciembre de 1989)
- Vincenzo Fagiolo (15 de diciembre de 1990 - 19 de diciembre de 1994)
- Julián Herranz Casado (19 de diciembre de 1994 - 2 de abril de 2005 y 21 de abril de 2005 - 15 de febrero de 2007)
- Francesco Coccopalmerio (15 de febrero de 2007 - 7 de abril de 2018)
- Filippo Iannone (7 de abril de 2018 - 5 de junio de 2022)

## Prefectos del Dicasterio y sus predecesores
- Filippo Iannone (5 de junio de 2022 - presente)

## Secretarios del Pontificio Consejo y sus predecesores
- Luigi Sincero (18 de octubre de 1917 - 23 de mayo de 1923)
- Giuseppe Bruno (14 de febrero de 1924 - 16 de febrero de 1946)
- Gabriel Acacius Coussa, B.A. (3 de marzo de 1946 - 19 de marzo de 1962)
- Giacomo Violardo (1962 - 26 de enero de 1965)
- Raimondo Bidagor, S.J. (1965 - 1973)
- Rosalio José Castillo Lara, S.D.B. (12 de febrero de 1975 - 22 de mayo de 1982)
- Julián Herranz Casado (1983 - 19 de diciembre de 1994)
- Bruno Bertagna (1994 - 15 de febrero de 2007)
- Juan Ignacio Arrieta Ochoa de Chinchetru (15 de febrero de 2007 - presente)

## Sitios externos
- Dicasterio para los Textos Legislativos

- Datos: Q633325
- Multimedia: Pontifical Council for Legislative Texts / Q633325